# Notylia morenoi
Notylia morenoi är en orkidéart som beskrevs av Eric Alston Christenson. Notylia morenoi ingår i släktet Notylia och familjen orkidéer.
Artens utbredningsområde är Bolivia. Inga underarter finns listade i Catalogue of Life.